# Tribunal de Defensa de la Libre Competencia
El Tribunal de Defensa de la Libre Competencia (TDLC) es un órgano jurisdiccional chileno especial e independiente, sujeto a la superintendencia directiva, correccional y económica de la Corte Suprema, cuya función es prevenir, corregir y sancionar los atentados a la libre competencia. Posee el tratamiento de Honorable, y cada uno de sus miembros, el de Ministro. Tiene su sede en Santiago.  
Es un tribunal colegiado, integrado por tres abogados y dos economistas, que decide respecto de infracciones a la libre competencia y efectúa el control de las operaciones de concentración, entre otras funciones. 
Fue creado por medio de la Ley N°19.911, del 8 de octubre de 2003, en reemplazo de la Comisión Resolutiva Antimonopolio y de las Comisiones Preventivas (central y regionales).

## Funciones
Este tribunal funciona en forma permanente y fija sus días y horarios de funcionamiento. En todo caso, debe sesionar en sala legalmente constituida (con un quórum de a lo menos tres miembros) para la resolución de las causas, como mínimo tres días a la semana. 
Es de competencia del Tribunal de Defensa de la Libre Competencia: 
- Conocer, a solicitud de parte o del Fiscal Nacional Económico, las situaciones que pudieren constituir infracciones a la ley sobre libre competencia;
- Conocer, a solicitud de quien tenga interés legítimo, o del Fiscal Nacional Económico, los asuntos de carácter no contencioso que pueden infringir las disposiciones de la ley sobre libre competencia, sobre hechos, actos o contratos existentes, así como aquellos que le presenten quienes se propongan ejecutarlos o celebrarlos, para lo cual, en ambos casos, puede fijar las condiciones que deberán ser cumplidas en dichos hechos, actos o contratos;
- Dictar instrucciones de carácter general de conformidad a la ley, las cuales deberán considerarse por los particulares en los actos o contratos que ejecuten o celebren y que tuvieren relación con la libre competencia o pudieran atentar contra ella;
- Proponer al Presidente de la República, a través del Ministro de Estado que corresponda, la modificación o derogación de los preceptos legales y reglamentarios que estime contrarios a la libre competencia, como también la dictación de preceptos legales o reglamentarios cuando sean necesarios para fomentar la competencia o regular el ejercicio de determinadas actividades económicas que se presten en condiciones no competitivas; y
- Las demás que le señalan las leyes.

## Composición
El tribunal está compuesto por cinco miembros o ministros titulares:
- Un abogado, que lo preside, designado por el presidente de la República de una nómina de cinco postulantes confeccionada por la Corte Suprema mediante concurso público de antecedentes;
- Cuatro profesionales universitarios expertos en materias de libre competencia, dos de los cuales deben ser abogados y dos licenciados o con posgrados en ciencias económicas, designados por el Consejo del Banco Central previo concurso público de antecedentes y por el presidente de la República.

Además, posee dos miembros suplentes, uno por cada área profesional, respectivamente. 
Los integrantes titulares y suplentes permanecen seis años en sus cargos, pudiendo ser designados por nuevos períodos sucesivos. No obstante, el tribunal se renueva parcialmente cada dos años. 
Asimismo, para el cumplimiento eficaz y eficiente de sus funciones, este tribunal cuenta con una dotación de personal, liderada por una secretaria abogada y compuesta por 5 relatores, 4 economistas, 6 administrativos y 2 auxiliares
A abril de 2024, forman parte de este tribunal como Ministros titulares:
- María de la Luz Domper Rodríguez, economista, período 2018-2024;
- Daniela Gorab Sabat abogada, período 2018-2024;
- Jaime Barahona Urzúa, Abogado, período 2020-2026;
- Ricardo Paredes Molina, ingeniero comercial, período 2020-2026.
- Nicolás Rojas Covarrubias, abogado, período 2022-2028.

Y forman parte del tribunal, como Ministros suplentes:
- Pablo García González, ingeniero comercial, 2020-2026:
- Rafael Pastor Besoaín, Abogado, 2020-2026.

Secretaria: Valeria Ortega Romo, abogada.

## Presidentes
| N.º | Titular                   | Período                                 | Designado por el Presidente |
| --- | ------------------------- | --------------------------------------- | --------------------------- |
| 1   | Eduardo Jara Miranda      | 2004 - 10 de mayo de 2010               | Ricardo Lagos Escobar       |
| 2   | Tomás Menchaca Olivares   | 12 de mayo de 2010 - 10 de mayo de 2016 | Sebastián Piñera Echenique  |
| 3   | Enrique Vergara Vial      | 13 de mayo de 2016 - 25 de mayo de 2022 | Michelle Bachelet Jeria     |
| 4   | Nicolás Rojas Covarrubias | 26 de mayo de 2022 - presente           | Gabriel Boric Font          |